# Turiec (dopływ Wagu)
Turiec (węg. Turóc, niem. Turz) – rzeka w zachodniej Słowacji, w dorzeczu Dunaju. Długość – 66,3 km, powierzchnia zlewni – 934 km². Średni roczny przepływ mierzony u ujścia wynosi 10,28 m³/s. Maksymalny przepływ miesięczny wypada na kwiecień i wynosi średnio 19,6 m³/s.
Turiec ma źródła na wysokości około 1090 m n.p.m., na północnych stokach szczytu Svrčinník w Górach Kremnickich, niedaleko wsi Turček. Płynie zakolami na północ. Dopływy Turca to niewielkie górskie potoki i rzeczki, z których największe to Belianka, Javorina, Mlynský potok i Bystrička. Dolina Turca oddziela pasmo Wielkiej Fatry (na wschodzie) od pasm Żaru i Małej Fatry na zachodzie. Dorzecze Turca jest zalesione w 50%. Rzeka przepływa przez miasta Turčianske Teplice i Martin. Tuż na północ od Martina, koło miasta Vrútky, wpada do Wagu. Ujście Turca leży na wysokości 377 m n.p.m.
Turiec jest główną rzeką Kotliny Turczańskiej i zajmującego ją regionu Turiec.
Turiec jest rzeką typowo górską. W górnym biegu rzeki duża część jej wód zasila tzw. akwedukt turczański (słow. Turčecky vodovod), który odprowadza je do dorzecza Hronu. Akwedukt ten istnieje od XV wieku, lecz jego negatywny wpływ na środowisko naturalne doliny Turca zaczął się objawiać dopiero w czasach intensywnej industrializacji tych okolic w XX wieku. Tym niemniej Turiec jest jedną z najczystszych rzek Słowacji (z wyjątkiem odcinka przy ujściu). Dolina Turca podlega szczególnej ochronie.
Inna rzeka o nazwie Turiec, dopływ rzeki Sajó, leży na południu środkowej Słowacji.